# Маями Долфинс
Маями Долфинс (на английски: Miami Dolphins) е отбор по американски футбол, базиран в околностите на Маями, Флорида.
Той е член на Източната дивизия на Американската футболна конференция на Националната футболна лига. Създаден е през 1966 г. и до 1970 г. участва в Американската футболна лига (АФЛ). След обединението на АФЛ и НФЛ през 1970 г., „Долфинс“ се присъединява към Националната футболна лига.
През 1971 г. „Маями“ участва в първия си Супербоул, който губи от „Далас Каубойс“. През 1972 г. „Долфинс“ записва най-успешния си сезон, печелейки всички 14 мача от редовния сезон, двата мача от плейофите и Супербоул VII. По този начин те стават първият отбор, записал „перфектен сезон“, т.е. сезон без нито една загуба и без нито един равен. Следващия сезон „Маями“ печели Супербоул VIII. Освен това те участват в Супербоул XVII и Супербоул XIX, губейки и двете срещи. Последното участие на Долфинс в плейофите е през 2008 г., когато губят в първия мач от „Балтимор Рейвънс“.
Домакинските си мачове „Маями“ играе на Сън Лайф Стейдиъм в Маями Гардънс. Стадионът е построен през 1987 и до 2011 на него играе мачовете си и отбора от МЛБ Маями Марлинс.

## Факти
Основан: през 1966; присъединява се към Националната футболна лига през 1970 година при сливането на двете главни професионални футболни лиги по времето – Националната футболна лига (НФЛ) и Американската Футболна Лига (АФЛ).
Основни „врагове“: Ню Йорк Джетс
Носители на Супербоул: (2)
- 1972, 1973

Шампиони на конференцията: (5)
- АФК:  1971, 1972, 1973, 1982, 1984

Шампиони на дивизията: (13)
- АФК Изток: 1971, 1972, 1973, 1974, 1979, 1981, 1983, 1984, 1985, 1992, 1994, 2000, 2008

Участия в плейофи: (22)
- НФЛ: 1970, 1971, 1972, 1973, 1974, 1978, 1979, 1981, 1982, 1983, 1984, 1985, 1990, 1992, 1994, 1995, 1997, 1998, 1999, 2000, 2001, 2008